# Французский конституционный референдум (октябрь 1946)
Французский конституционный референдум проводился 13 октября 1946 года для ратификации проекта конституции Четвёртой французской республики. Он прошёл всего через полгода после того, как предыдущий вариант Конституции был отвергнут большинством избирателей на майском референдуме.
Конституция была одобрена небольшим большинством (53%) и, таким образом, референдум дал начало Четвёртой французской республики.
Вопрос, вынесенный на референдум, был следующий:
Etes-vous pour la création de la IVème République ?
Вы за создание IV-ой Республики?

## Участие
|                       | % избирателей | Количество |
| --------------------- | ------------- | ---------- |
| Зарегистрировано      | 100%          | 26 311 643 |
| Не участвовало        | 32,38%        | 8 519 625  |
| Не принято бюллетеней | 1,25%         | 328 896    |
| Всего                 | 100%          |            |

## Результаты
| Да и Нет     | % голосов | Количество |
| ------------ | --------- | ---------- |
| Да (за)      | 53,24%    | 9 297 351  |
| Нет (против) | 46,76%    | 8 165 744  |
| Всего        | 100%      |            |

## См.также
- Четвёртая французская республика